# La Maison sous les arbres (bande originale)
Pour l’article homonyme, voir La Maison sous les arbres.
Albums de Gilbert Bécaud
Olympia 70 Gilbert raconte et Bécaud chante
(1972)
La Maison sous les arbres est la bande originale de La Maison sous les arbres, film de René Clément sorti en 1971, composée par Gilbert Bécaud.

## 33 tours 30cm (Pathé Marconi Columbia/EMI - 2 C062-11484)
1. La Maison sous les arbres (Pierre Delanoë/Gilbert Bécaud)
2. The Accidents
3. Jill's Tears
4. The Appartment
5. The Organization
6. Mazarine Street
7. Jill's Panic
8. Les Écluses